# فكتور هورفاث
فكتور هورفاث (بالمجرية: Horváth Viktor)‏ هو متسابق خماسي حديث مجري، ولد في 26 فبراير 1978 في سيكشفهيرفار في المجر.

## وصلات خارجية
- فكتور هورفاث على موقع الاتحاد الدولي للخماسي الحديث (الإنجليزية)
- فكتور هورفاث على موقع أوليمبيديا (الإنجليزية)